# Königsmoos
Königsmoos est une commune de Bavière (Allemagne), située dans l'arrondissement de Neuburg-Schrobenhausen, dans le district de Haute-Bavière.

## Histoire
La commune de Königsmoos fut fondée en 1795. Elle fut édifiée sur des terrains gagnés sur les marais du Danube dont on a commencé l'assèchement en 1790.